# Малоијано (Салерно)
Малоијано је насеље у Италији у округу Салерно, региону Кампанија.
Према процени из 2011. у насељу је живело 24 становника. Насеље се налази на надморској висини од 409 м.